# Petr Šimerka
Petr Šimerka (ur. 22 listopada 1948 w Pradze) – czeski działacz związkowy i urzędnik państwowy, długoletni wiceminister pracy, w latach 2009–2010 minister pracy i spraw socjalnych.

## Życiorys
Absolwent Wydziału Prawa Uniwersytetu Karola w Pradze (1972). Od 1973 był zatrudniony w związku cywilnych pracowników wojska. W latach 1990–1998 pracował w Czesko-Morawskiej Konfederacji Związków Zawodowych. Od 1995 reprezentował czeskie związki zawodowe w Europejskiej Federacji Związków Zawodowych Służb Publicznych (EPSU). W latach 1998–2009 pełnił funkcję zastępcy ministra pracy i spraw socjalnych, od 2006 w randze sekretarza stanu.
Od maja 2009 do lipca 2010 sprawował urząd ministra pracy i spraw socjalnych w technicznym rządzie Jana Fischera. Powrócił następnie na stanowisko wiceministra, od 2013 był pierwszym wiceministrem w tym samym resorcie. Zakończył urzędowanie w 2016.